# Pont du Mée
Le pont ou viaduc du Mée, plus rarement de Melun, est un ouvrage d'art ferroviaire franchissant la Seine et situé entre Le Mée-sur-Seine et Dammarie-les-Lys, en France.

## Situation et accès
L'ouvrage est situé dans le lit de la Seine, la franchissant, au sud-ouest de l'agglomération melunaise, sur les territoires communaux du Mée-sur-Seine (rive droite) et de Dammarie-les-Lys (rive gauche). Plus largement, il se trouve dans le département de Seine-et-Marne, en région Île-de-France.

## Histoire
En 1845, les décisions ministérielles et arrêté préfectoral fixent définitivement le tracé de la ligne de Paris-Lyon à Marseille-Saint-Charles en indiquant notamment qu'elle « se dirigera sur le village du Mée et franchira la Seine au moyen d'un viaduc ». Le pont ferroviaire est ainsi construit en 1847,. Lors de la guerre franco-allemande de 1870, au moment de l'approche de Paris, les ponts jusqu'à Montereau sont détruits, exception faite de quelques uns dont celui du Mée. Le pont est détruit une première fois le 15 juin 1940. Il rouvre à la circulation ferroviaire le 17 novembre 1940 et est par la suite reconstruit en 1941,. Il est détruit une seconde fois le 23 août 1944, lors de la fuite des Allemands à la Libération, par des bombes à retardement. Les trains de la Bourgogne sont en conséquence déviés par Juvisy et Corbeil avant le rétablissement de la circulation, pour deux des quatre voies, le 15 juin 1945.